# Platymiscium pleiostachyum
Platymiscium pleiostachyum är en ärtväxtart som beskrevs av John Donnell Smith. Platymiscium pleiostachyum ingår i släktet Platymiscium och familjen ärtväxter. IUCN kategoriserar arten globalt som starkt hotad. Inga underarter finns listade i Catalogue of Life.